# Parupeneus angulatus
Parupeneus angulatus är en fiskart som beskrevs av Randall och Phillip C. Heemstra 2009. Parupeneus angulatus ingår i släktet Parupeneus och familjen mullefiskar. Inga underarter finns listade i Catalogue of Life.